# Hrihorij Jakovics Krissz
Hrihorij Jakovics Krissz (ukránul: Григорій Якович Крісс, oroszul: Григорий Яковлевич Крисс, Grigorij Jakovlevics Krissz) (Kijev, 1940. december 24. –) szovjet színekben olimpiai és világbajnok ukrán párbajtőrvívó.